# Sorbitol
Sorbitól (IUPAC-ime: (2S,3R,4R,5R)-heksan-1,2,3,4,5,6-heksol) je alkohol z molekulsko formulo C6H14O6 in z molsko maso 182,17 g/mol. Nastane z redukcijo glukoze (grozdnega sladkorja), pri čemer se aldehidna skupina pretvori v hidroksilno.

## Uporaba
Sorbitol se med drugim uporablja v naslednje namene:

### Sladilo
Sorbitol se uporablja kot sladilo v živilih in zdravilih ter je primeren tudi za sladkorne bolnike. Vsebujejo ga tudi številni dietni pripravki.

### Odvajalo
Sorbitol ima tudi odvajalni učinek in se daje v obliki peroralne suspenzije ali svečk. Sorbitol v širokem črevesu povzroči izplavljanje vode iz tkiva v svetlino, zato se blato zmehča.

### Diuretik
Pri intravenskem dajanju učinkuje sorbitol kot osmotski diuretik, torej poveča izločanje vode iz telesa.

### Vlažilec
Sorbitol je higroskopna spojina, kar pomeni, da nase veže vlago. Zato se uporablja kot vlažilec v živilih in kozmetičnih proizvodih.

## Pridobivanje
Prvotno so sorbitol pridobivali iz plodov jerebike, ki vsebujejo do 12 % sorbitola. Nahaja se tudi v številnih drugih koščičastih plodovih, na primer v hruškah, slivah, jabolkih, breskvah, marelicah ...
Industrijsko ga pridobivajo iz koruznega in pšeničnega škroba, in sicer preko glukoze, ki jo nato reducirajo.